# اما دارتسی
اِما دارتسی (دزونگخا: ཨེ་མ་དར་ཚིལ་؛ «آوانگاری وایلی»: e-ma dar-tshil)) یکی از مشهورترین غذاهای کشور بوتان است که غذای ملی آن کشور نیز محسوب می‌شود.
این غذا از فلفل تند و پنیر تهیه می‌شود. در زبان دزونگخای بوتانی، «اِما» به معنی «تُند» و «دارتسی» به معنی «پنیر» است.
برای تهیهٔ این غذا از انواع گوناگون فلفل تند (قرمز، سبز، سفید) به صورت خشک‌شده یا تازه از گونهٔ «فلفل آنوم» می‌توان استفاده کرد.
پنیر هم معمولاً همان پنیرهای خانگی دست‌ساز است که از دَلَمهٔ شیر (شیر بسته‌شدهٔ) گاو یا یاک به دست می‌آید.
در برخی کشورهای منطقه، بر حسب میل و سلیقه، به این غذا پیاز، سیر، گوجه فرنگی، قارچ، زنجبیل و ادویه‌های دلخواه هم می‌افزایند.